# Jean-Henri de Trenqualye de Maignan
Pour les articles homonymes, voir Maignan.
Jean Henri François Cyprien de Tranqualye de Maignan est un homme politique français né le 16 septembre 1760 à Nogaro (Gers) et mort le 1er octobre 1844 à Bouliac (Gironde).

## Biographie
Conseiller au Parlement de Toulouse, il devient commandant de la garde nationale de Nogaro puis juge de paix. Sous le Premier Empire, il devient conseiller à la Cour d'appel de Bordeaux. Il est député du Gers de 1807 à 1815.

## Sources
- Ressource relative à la vie publique :   - Base Sycomore